# Каракамыс (Айыртауский район)
Каракамыс (каз. Қарақамыс) — село в Айыртауском районе Северо-Казахстанской области Казахстана. Входит в состав Сырымбетского сельского округа. Код КАТО — 593249480.

## Население
В 1999 году население села составляло 433 человека (233 мужчины и 200 женщин). По данным переписи 2009 года, в селе проживало 353 человека (188 мужчин и 165 женщин).